# Saint-Jean-du-Cardonnay
Saint-Jean-du-Cardonnay is een gemeente in het Franse departement Seine-Maritime (regio Normandië) en telt 1360 inwoners (2005). De plaats maakt deel uit van het arrondissement Rouen.

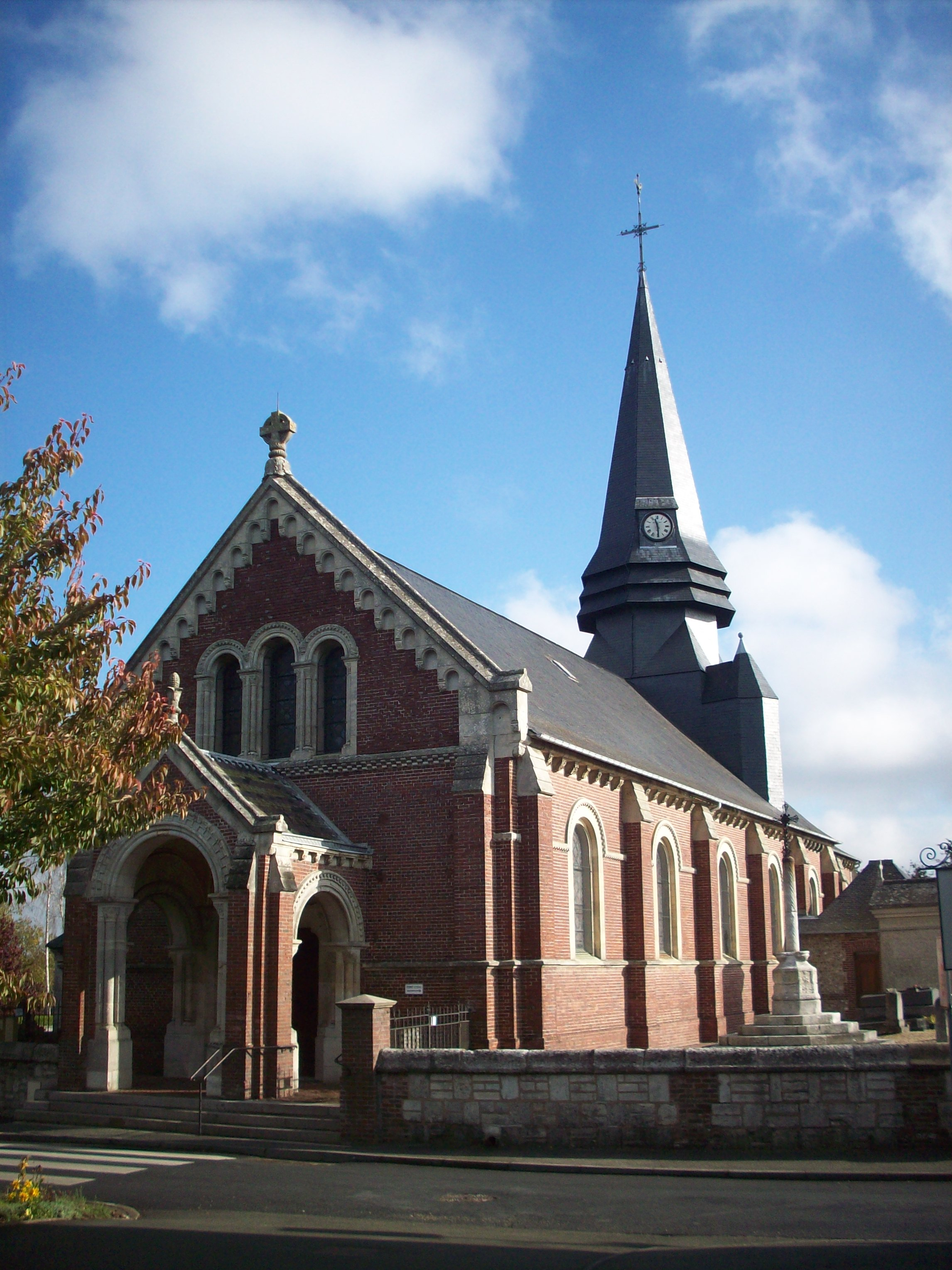
Kerk van Saint-Jean-du-Cardonnay
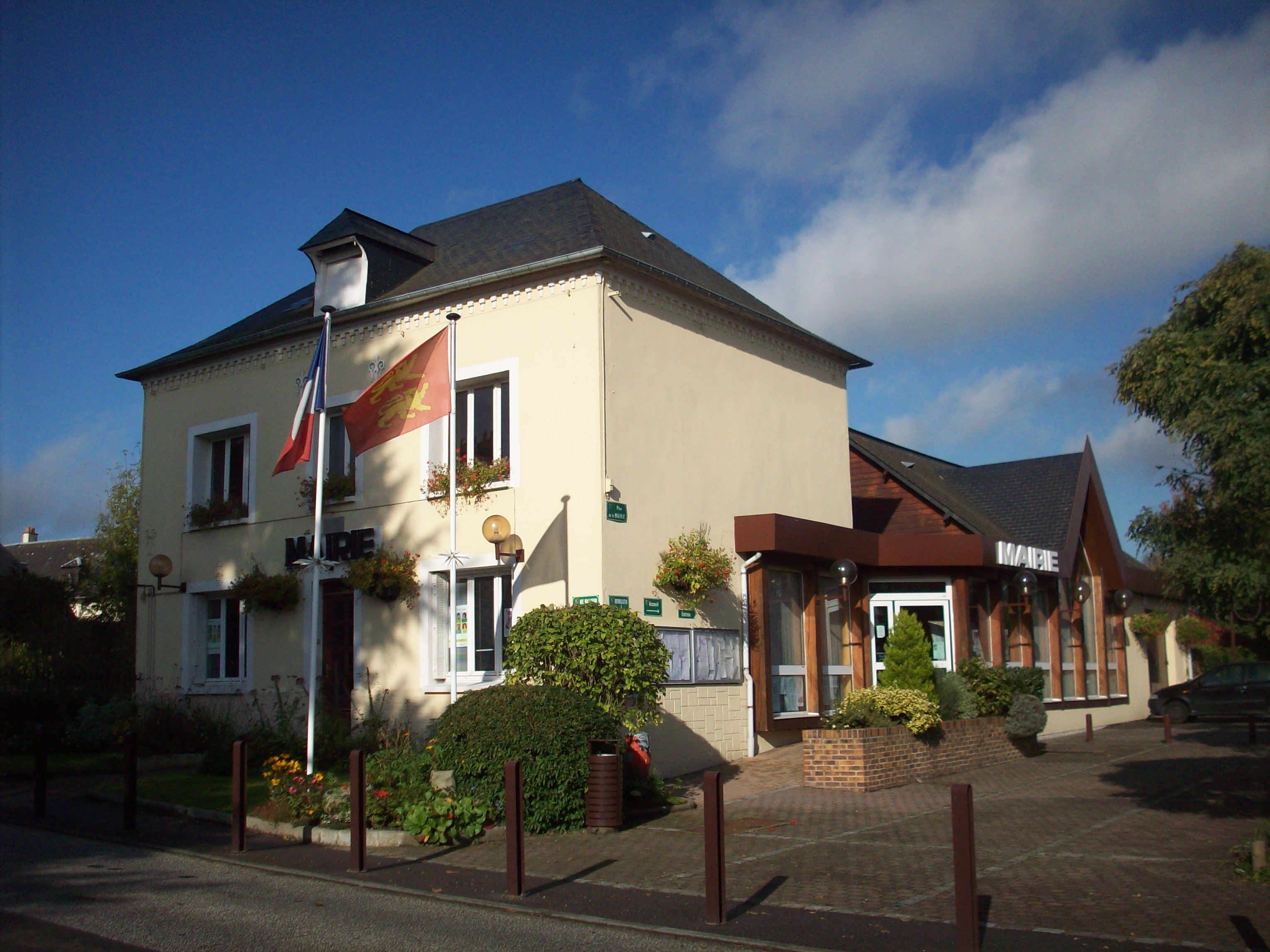
Gemeentehuis

## Geografie
De oppervlakte van Saint-Jean-du-Cardonnay bedraagt 7,5 km², de bevolkingsdichtheid is 181,3 inwoners per km².
De onderstaande kaart toont de ligging van Saint-Jean-du-Cardonnay met de belangrijkste infrastructuur en aangrenzende gemeenten.

## Demografie
Onderstaande figuur toont het verloop van het inwonertal (bron: INSEE-tellingen).